# Carenas
Carenas település Spanyolországban,  Zaragoza tartományban. Carenas Ateca, Castejón de las Armas, Godojos, Ibdes, Nuévalos és Munébrega községekkel határos. Lakosainak száma 167 fő (2024).

## Népesség
A település népessége az utóbbi években az alábbiak szerint változott:
| Lakosok száma | 215  | 238  | 213  | 203  | 184  | 175  | 174  | 213  | 178  | 167  |
|               | 2001 | 2004 | 2007 | 2009 | 2012 | 2014 | 2017 | 2019 | 2022 | 2024 |